# Calligrapha multipunctata
Espèce
Le Calligraphe du saule (latin : Calligrapha multipunctata, anglais : Common willow calligrapha) est un Coléoptère de la famille des Chrysomelidae, un insecte phytophage commun dans tout l'Amérique du Nord, l'Alaska compris. Il peut atteindre plus de 9 mm de long.

## Habitat
Il fréquente les boisés où poussent les Saules et autres Salicaceae, près des lisières et des orées. On peut également le croiser le long des routes et des sentiers.

## Description
Sa livrée varie entre le blanc argenté à blanc rosâtre pâle. Son pronotum est large et ressemble à un cône tronqué, orné d'une large tache noire dans la partie postérieure. Ses élytres forment un dôme semi-hémisphérique. Son ornementation est complexe, et comprend notamment trois bandes longitudinales, la centrale s'évasant au pronotum, et quatre taches allongées dans la partie antérieure des deux élytres.

## Cycles
L'adulte se rencontre dès le mois d’avril dans les États américains, et ce, jusqu’en septembre, juillet étant le mois culminant.

## Populations
Des études ont démontré qu’une portée comptait en moyenne 3 femelles pour 2 mâles, parfois 2 femelles pour 1 mâle.

## Confusion
Certains spécimens peuvent se confondre avec le Calligrapha philadelphica. Mais ce dernier présente généralement un pronotum entièrement noir.

## Galerie

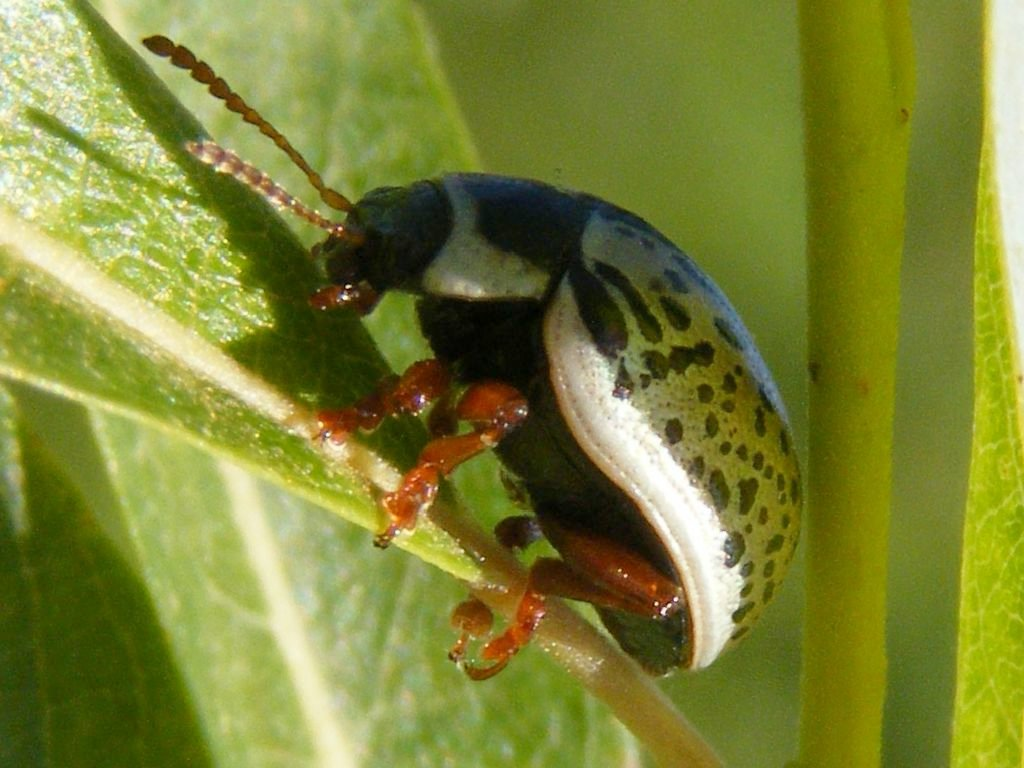
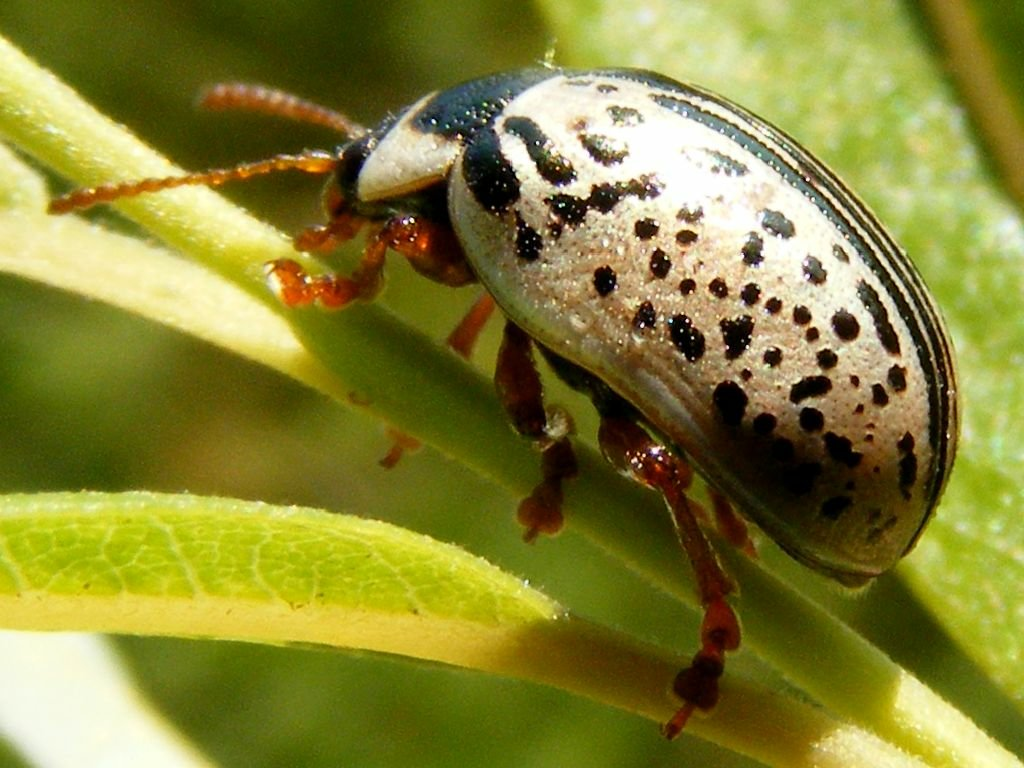
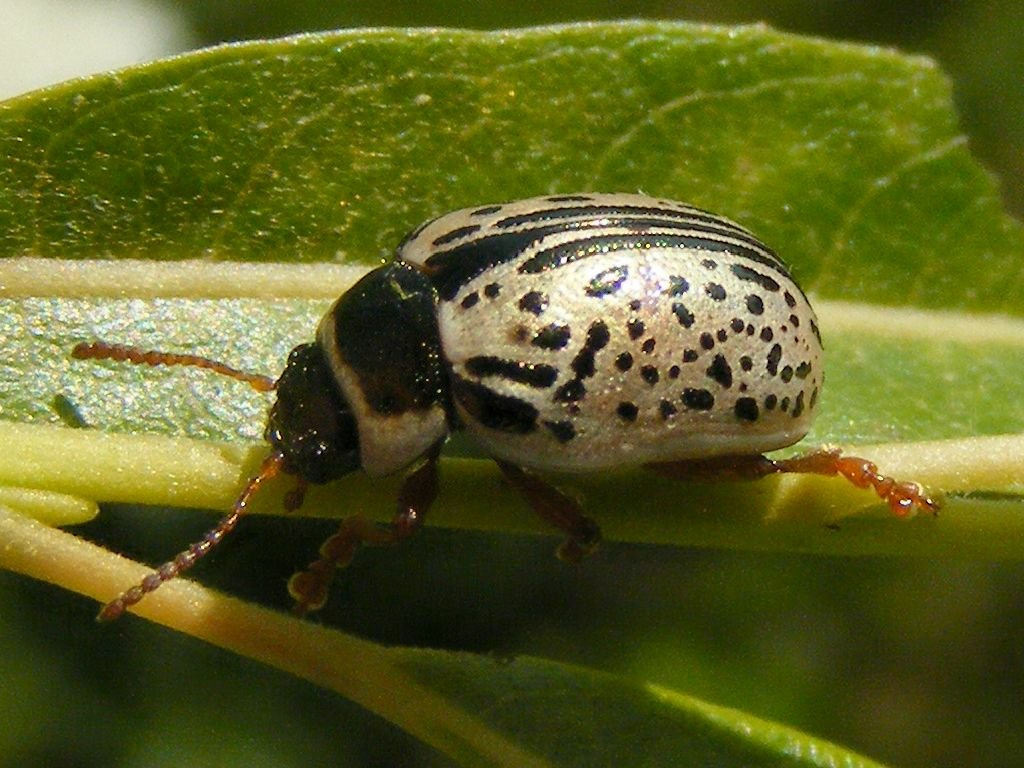